# Juan Luis Ysern de Arce
Juan Luis Ysern de Arce (Valência, 2 de maio de 1930) é prelado hispano-chileno da Igreja Católica Romana e bispo emérito de San Carlos de Ancud.

## Biografia
Juan Luis Ysern de Arce foi ordenado sacerdote para a Arquidiocese de Granada em 29 de junho de 1953 por Dom Jacinto Argaya Goicoechea, bispo auxiliar de Valência.
O Papa Paulo VI nomeou-o, em 12 de abril de 1972, bispo auxiliar de Antofagasta e bispo titular de Guardialfiera. O bispo de Chillán, Dom Eladio Vicuña Aránguiz, consagrou-o em 7 de maio do mesmo ano na Catedral de San Bartolomé em Chillán; Os co-consagrantes foram Dom Francisco de Borja Valenzuela Ríos, arcebispo de Antofagasta e administrador apostólico de Calama, e Dom Carlos González Cruchaga, bispo de Talca.
Em 20 de maio de 1972, foi empossado na Arquidiocese de Antofagasta, ao mesmo tempo em que foi nomeado administrador apostólico de Calama. Em 13 de maio de 1974, foi nomeado bispo de San Carlos de Ancud e empossado em 15 de junho do mesmo ano. Foi exonerado da administração da Prelazia Territorial de Calama com a posse do novo administrador apostólico Dom Carlos Oviedo Cavada, OdeM, em 2 de junho de 1974.
O Papa Bento XVI aceitou sua aposentadoria em 15 de setembro de 2005.